# 克倫冰川
克倫冰川（英語：Crane Glacier）是南極洲的冰川，位於葛拉漢地，全長50公里，流經亞里斯多德山脈西北面，在1928年由澳大利亞極地探險家命名。

## 外部連結

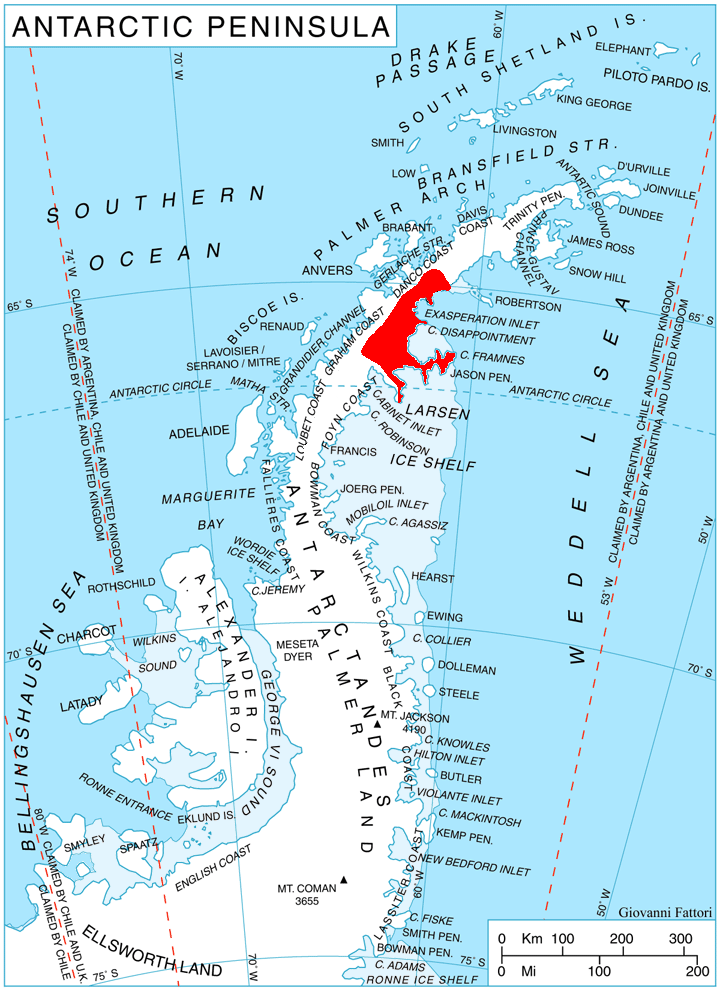

- Retreat of Crane Glacier （页面存档备份，存于） at the NASA Earth Observatory

65°20′S 62°15′W / 65.333°S 62.250°W